# Морсвілл (Пенсільванія)
Морсвілл (англ. Mohrsville) — переписна місцевість (CDP) в США, в окрузі Беркс штату Пенсільванія. Населення — 469 осіб (2020).

## Географія
Морсвілл розташований за координатами 40°28′49″ пн. ш. 75°58′55″ зх. д. / 40.48028° пн. ш. 75.98194° зх. д. (40.480321, -75.981894).  За даними Бюро перепису населення США в 2010 році переписна місцевість мала площу 3,02 км², уся площа — суходіл. В 2017 році площа становила 1,69 км², з яких 1,69 км² — суходіл та 0,00 км² — водойми.

## Демографія
Згідно з переписом 2010 року, у переписній місцевості мешкали 383 особи в 153 домогосподарствах у складі 108 родин. Густота населення становила 127 осіб/км².  Було 162 помешкання (54/км²).
Расовий склад населення:
| - 92,7 % — білих - 3,7 % — азіатів - 1,3 % — чорних або афроамериканців - 0,3 % — корінних американців - 1,8 % — осіб інших рас |

До двох чи більше рас належало 0,3 %. Частка іспаномовних становила 2,3 % від усіх жителів.
За віковим діапазоном населення розподілялося таким чином: 23,2 % — особи молодші 18 років, 57,0 % — особи у віці 18—64 років, 19,8 % — особи у віці 65 років та старші. Медіана віку мешканця становила 40,9 року. На 100 осіб жіночої статі у переписній місцевості припадало 101,6 чоловіків;  на 100 жінок у віці від 18 років та старших — 94,7 чоловіків також старших 18 років.
Середній дохід на одне домашнє господарство  становив 56 333 долари США (медіана — 60 074), а середній дохід на одну сім'ю — 60 115 доларів (медіана — 61 250). За межею бідності перебувало 8,6 % осіб, у тому числі 17,9 % дітей у віці до 18 років та 0,0 % осіб у віці 65 років та старших.
Цивільне працевлаштоване населення становило 333 особи. Основні галузі зайнятості: виробництво — 24,0 %, фінанси, страхування та нерухомість — 14,4 %, освіта, охорона здоров'я та соціальна допомога — 10,5 %, роздрібна торгівля — 10,2 %.